# 贝纳基博物馆
贝纳基博物馆，为希腊雅典市的综合性文物博物馆。贝纳基博物馆始建于1930年，原为安东伊内·贝纳基纪念自己父亲所建。1931年，安东伊内·贝纳基将其捐赠予国家。藏品有希腊工艺品、中国的陶器、波斯的丝绸等。